# Gloria De Piero
Gloria De Piero (Bradford, 21 dicembre 1972) è una conduttrice televisiva e politica britannica, membro del Partito Laburista.

## Biografia
Di origine italiana, figlia di immigrati e cresciuta in un ambiente modesto, ha studiato presso l'Università di Londra ottenendo un MSc.
In occasione delle elezioni generali nel Regno Unito del 2010 è stata eletta alla camera dei Comuni per il collegio di Ashfield nel Nottinghamshire. La de Piero ha rappresentato quel collegio elettorale anche dopo la successiva elezione del 2015.

## Vita privata
De Piero ha sposato James Robinson nel 2012. Robinson ha lavorato presso The Guardian e The Observer, impiegato presso la società di pubbliche relazioni Powerscourt. Era il direttore delle comunicazioni dell'ex vice leader del Partito Laburista Tom Watson.